# Schaberg (Solingen)
Schaberg ist ein aus einer Hofschaft hervorgegangener Ortsteil im Osten der bergischen Großstadt Solingen.

## Lage und Beschreibung
Schaberg befindet sich im nordöstlichen Bereich des Solinger Stadtbezirks Burg/Höhscheid nahe der Stadtgrenze zu Remscheid, die durch den im Talgrund verlaufenden Fluss Wupper gebildet wird. Der Ort liegt abseits der überörtlichen Verbindungsstraßen auf einem zur Wupper hin abfallenden Höhenzug am unteren Ende der Schaberger Straße sowie der Straße Schaberg. Nördlich und südlich entspringen kleinere Gewässer wie der Schaberger Bach, die nach kurzem Verlauf durch kleine Bachtäler die Hochebene in Richtung der Wupper entwässern. Die Landschaft rund um den Ort ist heute teilweise als Naturschutzgebiet Tal- und Hangbereiche der Wupper mit Seitenbächen ausgewiesen. In Schaberg befinden sich zudem bis heute einige historische Fachwerk- und Schieferhäuser, darunter auch das architektonisch wertvolle Wohnhaus Schaberger Straße 127.
Durch Schaberg verläuft die Bahnstrecke Wuppertal-Oberbarmen–Solingen, im Ort besteht mit dem Haltepunkt Solingen-Schaberg auch ein eigener Bahnanschluss, der jedoch keinen Anschluss an das übrige Solinger ÖPNV-Netz besitzt. Der Haltepunkt Schaberg befindet sich unmittelbar vor der Müngstener Brücke, die das Tal der Wupper nach Remscheid überquert. Vom Haltepunkt Schaberg aus führen zahlreiche Wanderwege in die Umgebung der Wupperberge, dort befindet sich auch ein steiler Abstieg in den Müngstener Brückenpark. Ebenso besteht dort Anschluss an den Klingenpfad.
Benachbarte Orte sind bzw. waren (von Nord nach West): Felsenkeller, Eulswaag, Kirschberger Kotten, Grunenburg, Müngsten, Schaltkotten, Anschlagkotten, Dorperhof, Wieden, Krahenhöhe sowie Halfeshof.

## Etymologie
Die Ortsbezeichnung ist von dem Wort Schadeburch abgeleitet, das als Schattenberg gedeutet wird. Laut Brangs handelt es sich um das Gegenteil von Sonnenberg, also ein von der Sonne abgewandter Berg.

## Geschichte
Die Ländereien im Osten und Süden der früheren Bürgermeisterei Dorp waren ursprünglich im Besitz weltlicher Adeliger bzw. bergischer Ministerialien, so auch die Orte Schaberg und Jagenberg, die am Übergang zum Spätmittelalter erstmals urkundlich in Erscheinung traten. So wird Schaberg im Jahre 1250 als curia Schadeburch urkundlich erwähnt.:1 Laut Brangs fand sich der Nachweis, dass die Johanniterkommende bis 1250 von dem Hof Schaberg eine Holzkohlenrente erhalten habe.
In dem Kartenwerk Topographia Ducatus Montani von Erich Philipp Ploennies, Blatt Amt Solingen, aus dem Jahre 1715 ist der Ort mit zwei Hofstellen verzeichnet und bereits als Schaberg benannt. Der Ort wurde in den Registern der Honschaft Dorp geführt. Die Topographische Aufnahme der Rheinlande von 1824 verzeichnet den Ort zusammenhängend und als Schaberg benannt, ebenso wie die Preußische Uraufnahme von 1844. In der Topographischen Karte des Regierungsbezirks Düsseldorf von 1871 ist der Ort ebenfalls als Schaberg verzeichnet.
Nach Gründung der Mairien und späteren Bürgermeistereien Anfang des 19. Jahrhunderts gehörte der Ort zur Bürgermeisterei Dorp, die 1856 das Stadtrecht erhielt, und lag dort in der Flur III. Schaberg. Die Bürgermeisterei beziehungsweise Stadt Dorp wurde nach Beschluss der Dorper Stadtverordneten zum 1. Januar 1889 mit der Stadt Solingen vereinigt. Damit wurde Schaberg ein Ortsteil Solingens.
Zwischen 1891 und 1897 wurde die Bahnstrecke Wuppertal-Oberbarmen–Solingen trassiert, sie verlief in Schaberg mitten durch den Ort. Südlich des Ortes wurde als Teil der Bahnstrecke die Müngstener Brücke (damals Kaiser-Wilhelm-Brücke genannt) errichtet, um das tiefe Tal der Wupper zu überqueren. Die Brücke ist mit einer maximalen Höhe von 107 Metern bis heute Deutschlands höchste Eisenbahnbrücke. In Schaberg entstand 1897 zudem ein Bahnhof, der vorwiegend als Ankunftsort für Touristen der Brücke diente.:1 Am 14. August 1906 wurde Schaberg durch einen Tornado schwer getroffen, der einige Gebäude im Ort sowie das Bahnhofsgebäude verwüstete. Dieser Wirbelsturm im Bergischen Land machte unter anderem den Wiederaufbau des Bahnhofsempfangsgebäudes nötig, der 1908 abgeschlossen war.

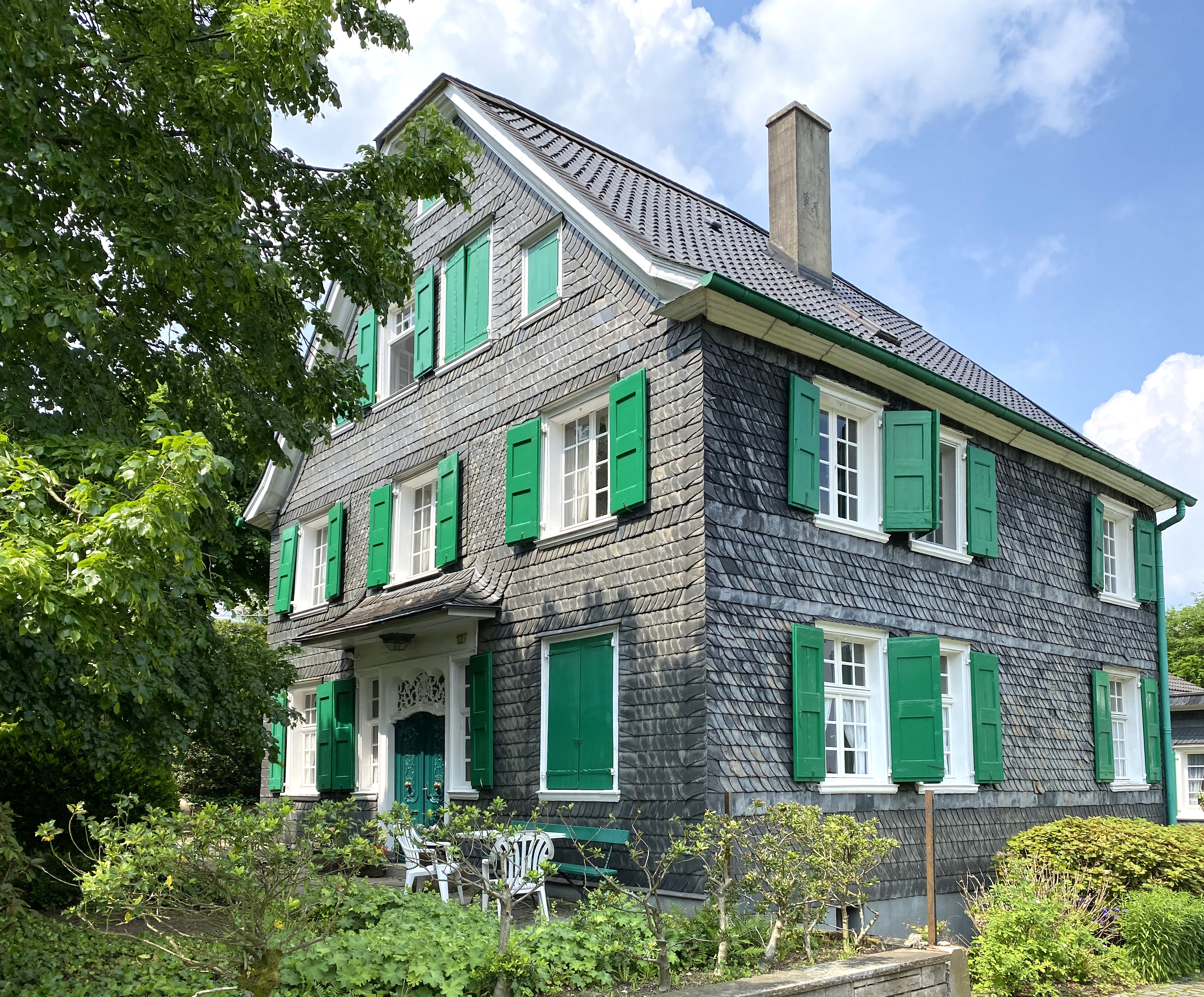
Baudenkmal Schaberger Straße 127
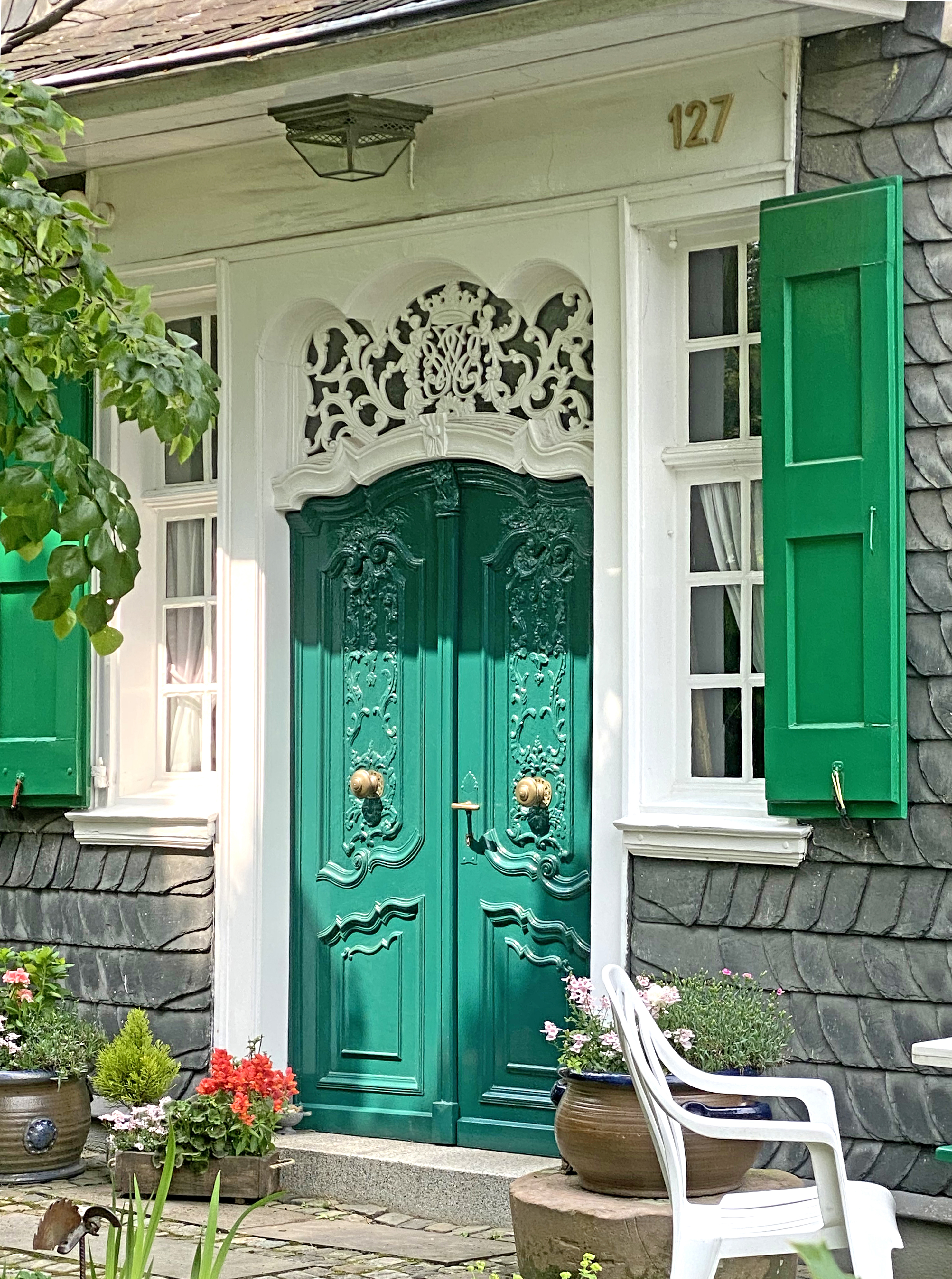
Portal mit Rokoko-schnitzerei

In Schaberg haben sich zahlreiche historische Gebäude erhalten, von denen einige in die Solinger Denkmalliste eingetragen wurden. Unter Denkmalschutz stehen die Gebäude Schaberger Straße 97a, 97b, 103, 105, 123, 127 und 127a sowie das Bahnhofsgebäude Schaberg 6. Besonders bedeutsam ist das Gebäude Schaberger Straße 127, ein giebelständiges, zweigeschossiges Schieferhaus mit Krüppelwalmdach aus der zweiten Hälfte des 18. Jahrhunderts, das über ein Portal und Oberlicht mit Rokokoschnitzerei verfügt.
Für die ab 2011 erfolgte Sanierung der Müngstener Brücke hatte Schaberg eine strategische Bedeutung, da von dort aus das meiste Material für die Brückensanierung angeliefert und gelagert wurde. Auf einem von der Deutschen Bahn als Lagerfläche genutzten Gebiet am Rande des Haltepunkts soll nach Abschluss der Sanierungsarbeiten ein Pendlerparkplatz entstehen. Außerdem soll dort ein aus der alten Brücke ausgebautes Bauteil als Denkmal aufgestellt werden.

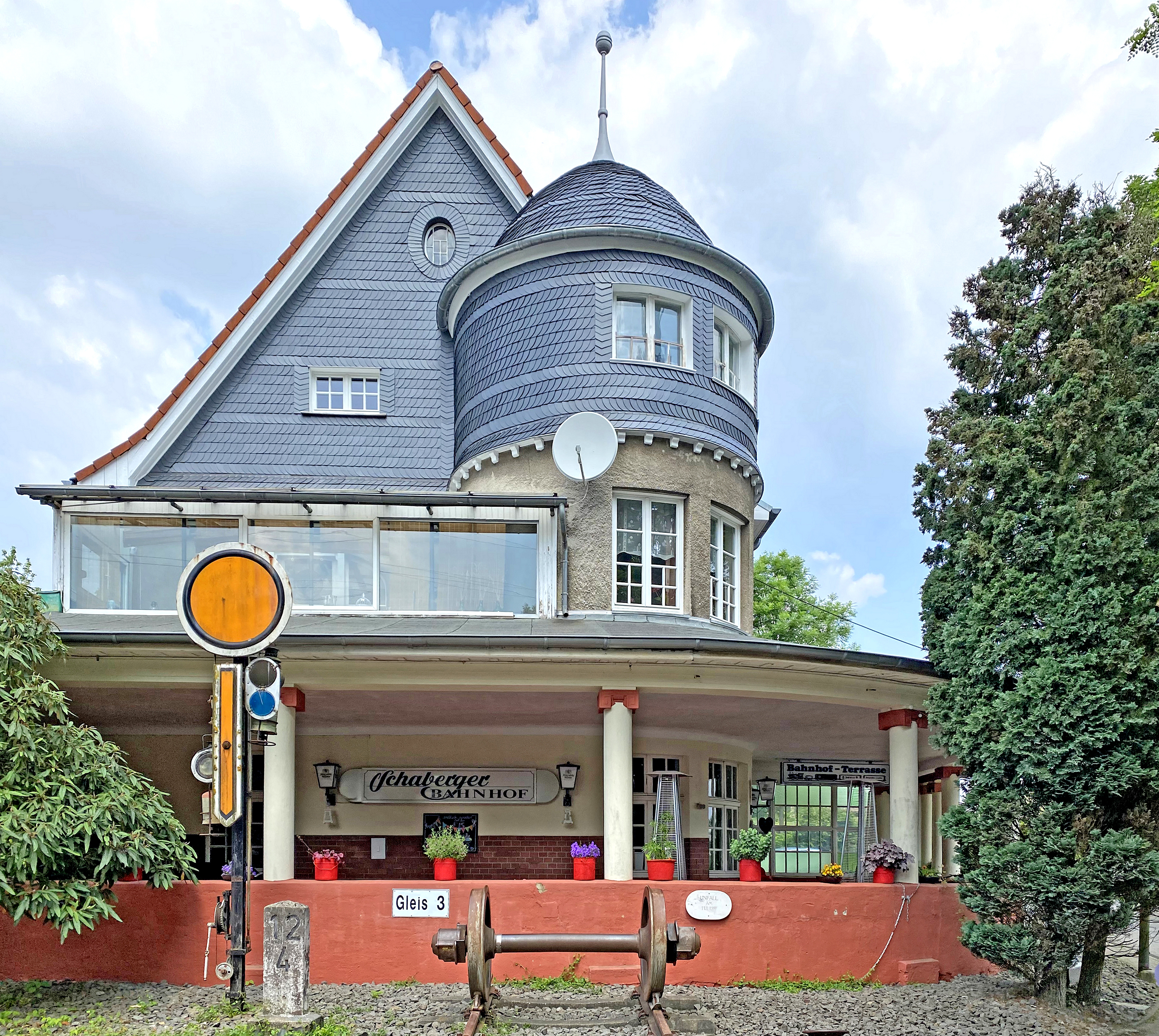
Bahnhofsgebäude Schaberg
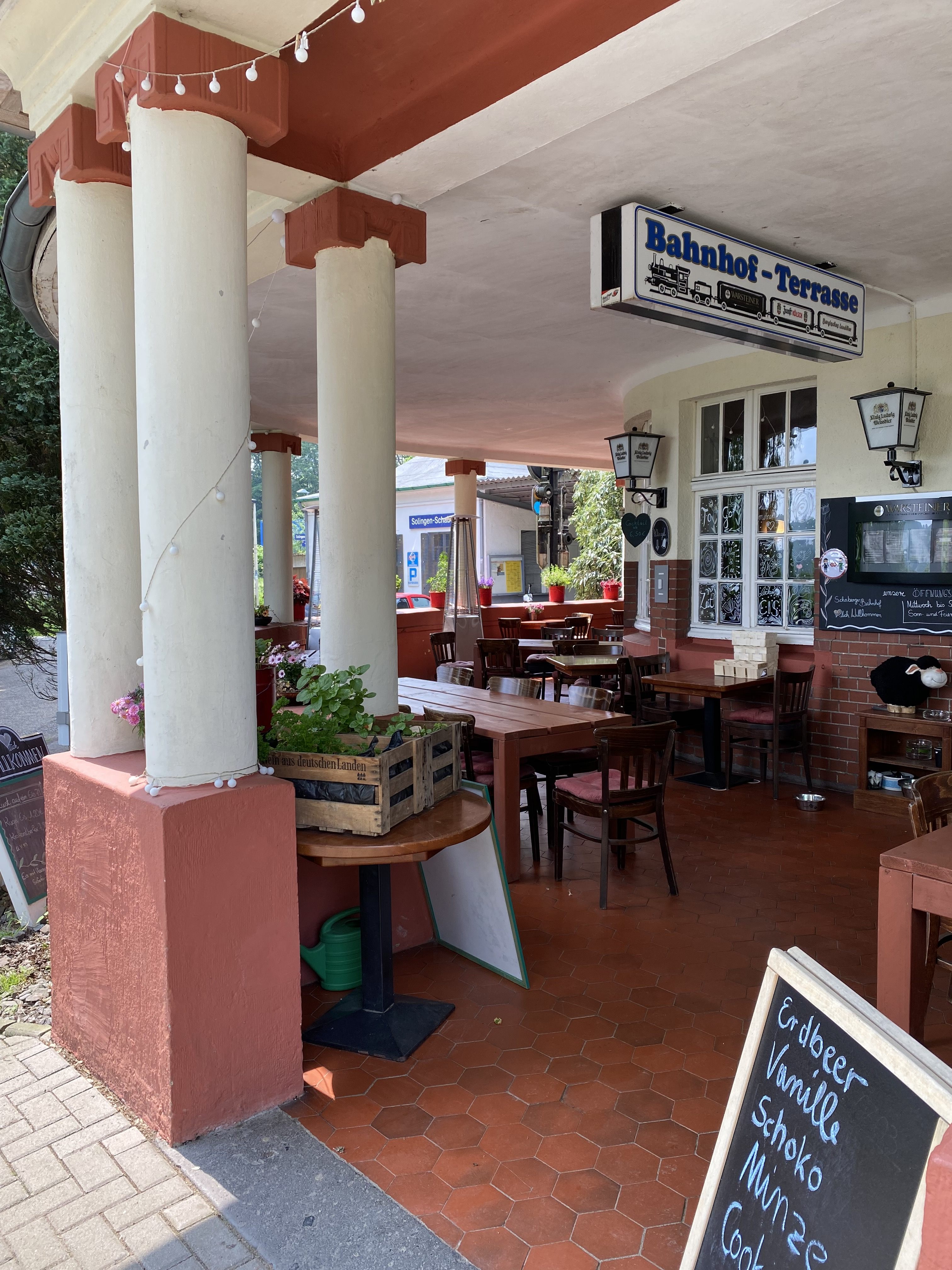
Bahnhofsterrasse
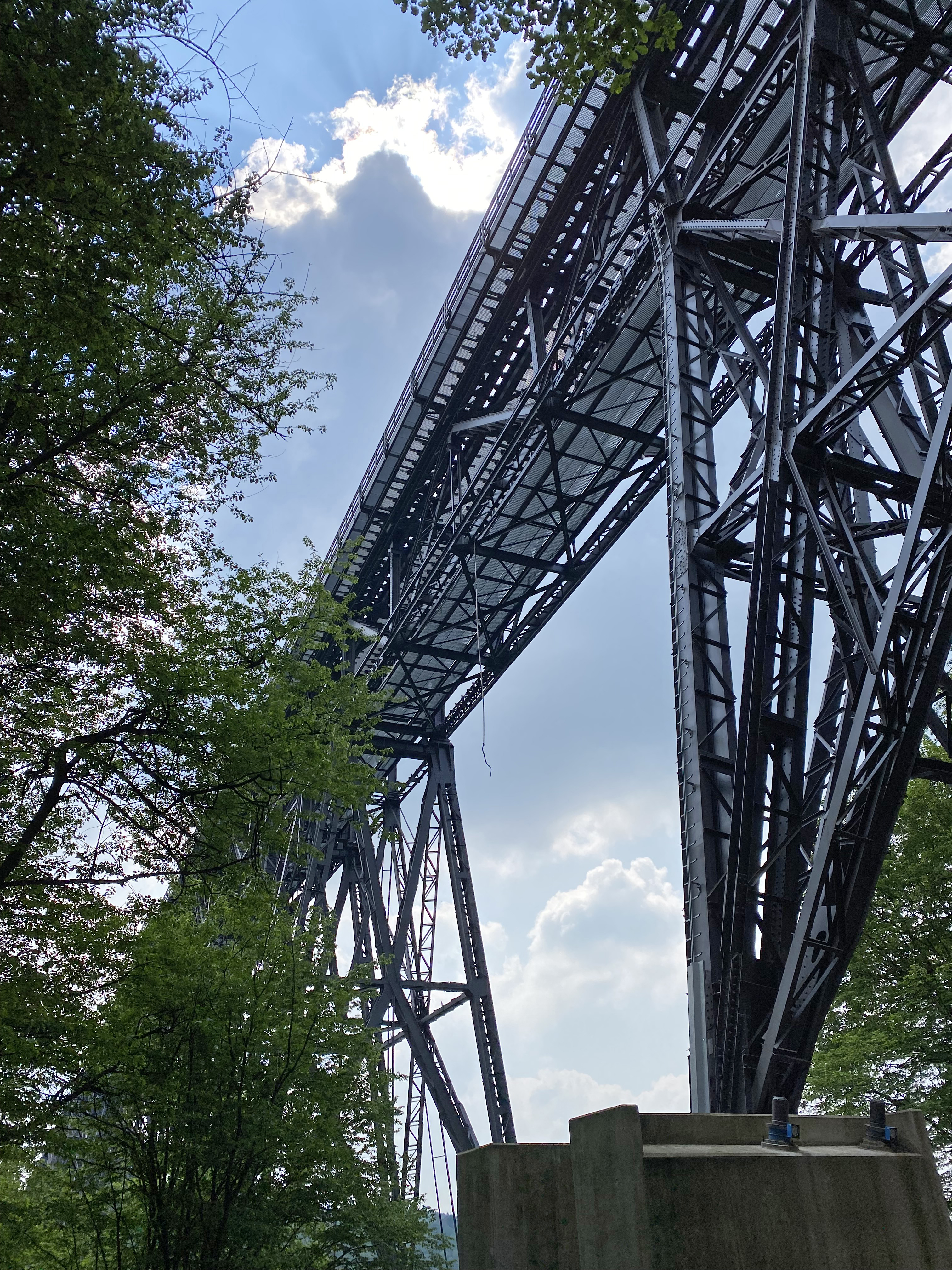
Müngstener Brücke bei Schaberg
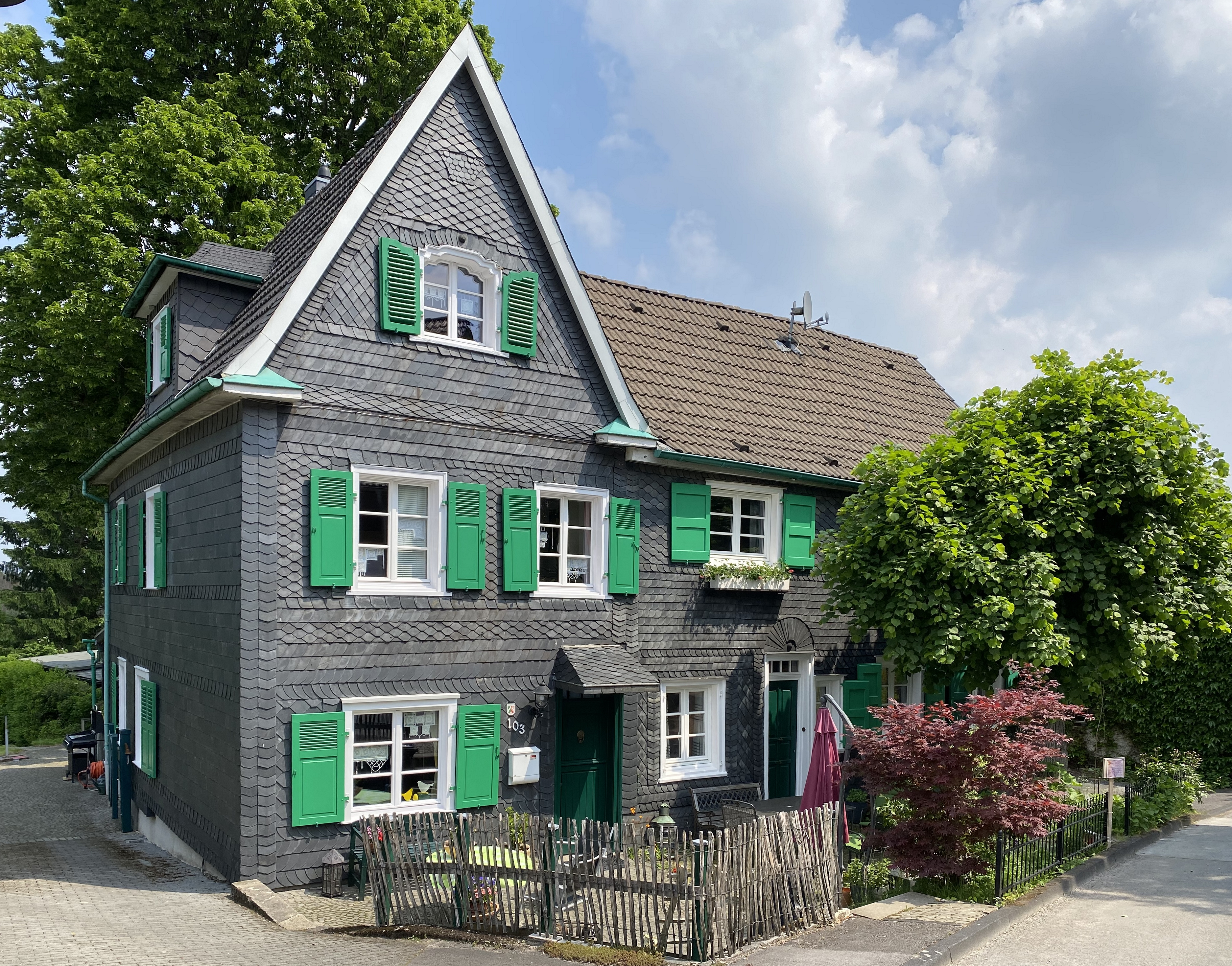
Schaberger Straße 103/105
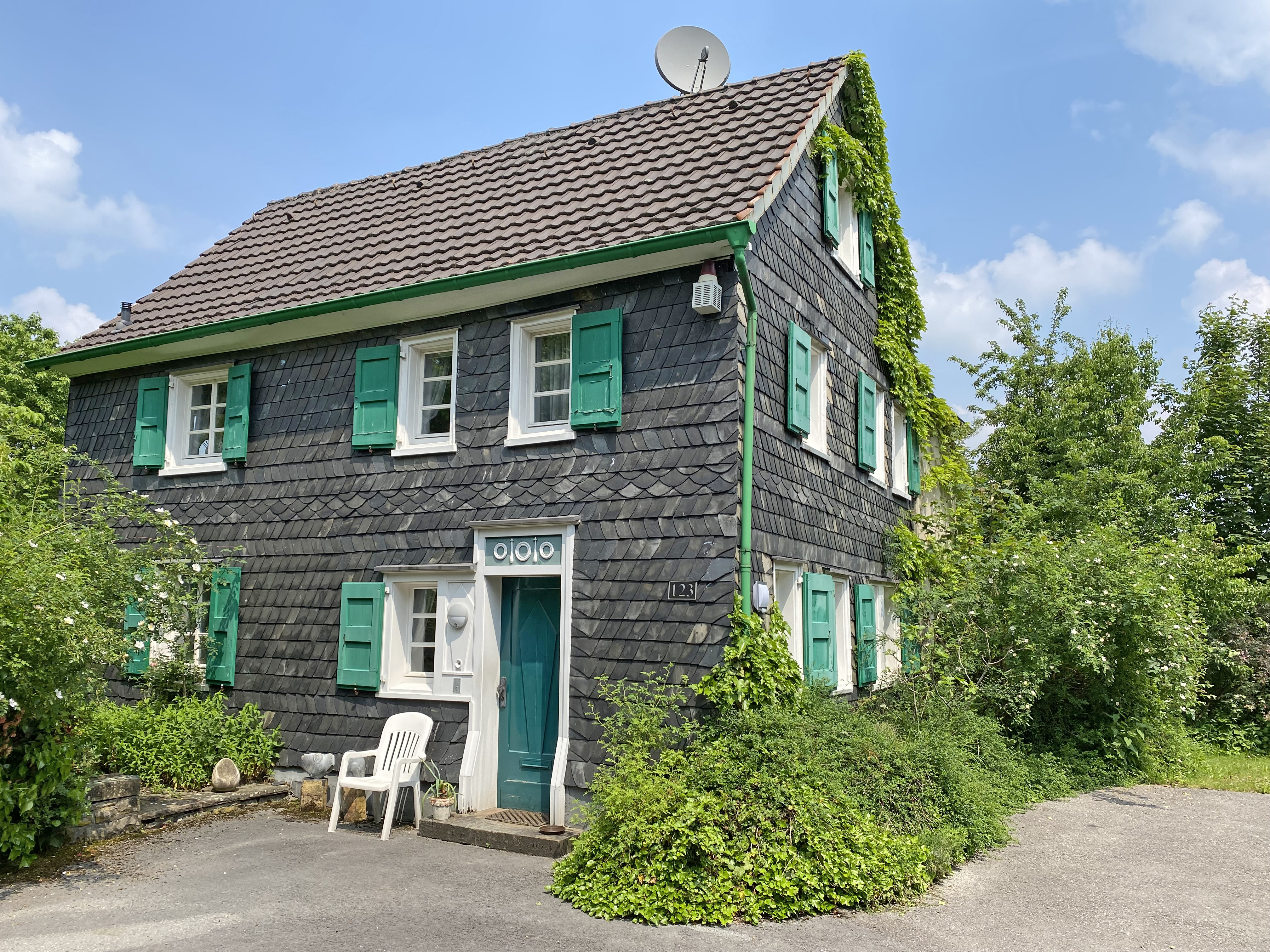
Schaberger Straße 123
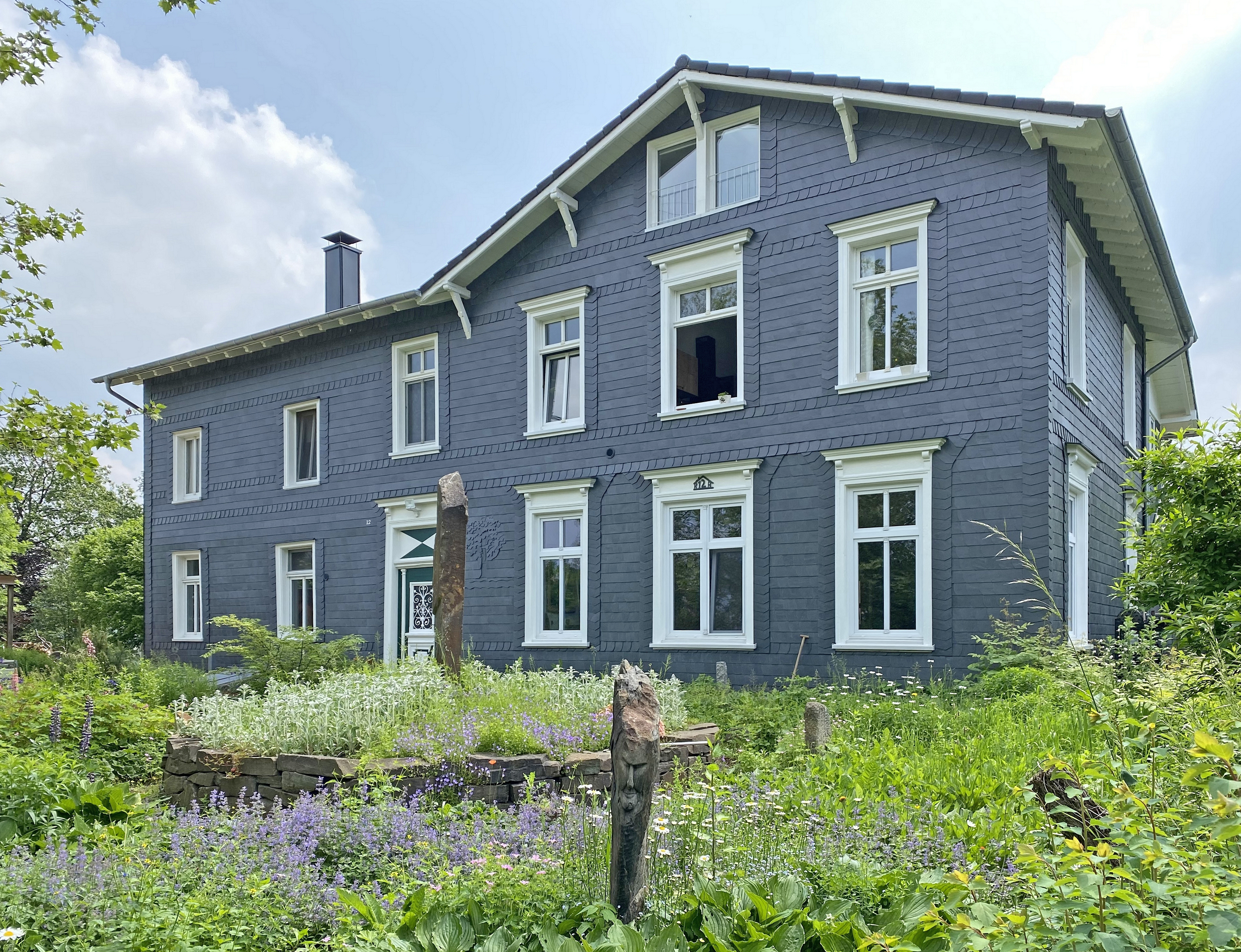
Schaberg 12 – ehem. Cafe Merlin